# Diogmites esuriens
Diogmites esuriens là một loài ruồi trong họ Asilidae. Diogmites esuriens được Bromley miêu tả năm 1936. Loài này phân bố ở vùng Tân Bắc giới.